# Каллергис, Игнатиос
Игнатиос Каллергис  (греч.  Ιγνάτιος Καλλέργης 1892- 10 мая 1964) — офицер греческой армии, генерал-майор. Участник Балканских войн, Украинского и Малоазийского походов греческой армии, Второй мировой войны.

## Молодость
Игнатиос Каллергис родился в городе Лариса, где его отец, армейский офицер Константин Каллергис, проходил воинскую службу. 
Окончив школу поступил на медицинский факультет, но вскоре бросил его, решив посвятить себя военной карьере. 
Вступив добровольцем в греческую армию, он принял участие в Балканских войнах. 
Проявив себя уже в первом большом сражении войны, Сражении при Сарантапоро, где он был ранен в правую руку, Каллергис быстро стал подниматься по служебной лестнице и получил последовательно несколько младших офицерских чинов. 
После начала Первой мировой войны, в период Национального раскола был сослан на остров Иос. 
Был отозван правительством Э. Венизелоса в действующую армию и принял участие в военных действиях на Македонском фронте. 
С окончанием Первой мировой войны, принял участие в Украинском походе греческой армии в поддержку Белого движения, командуя 3й ротой 1-го батальона 5/42 полка эвзонов полковника Н. Пластираса. 
Отличился в бою при Малом Буялыке под Одессой (23/3/1919), после чего был повышен за отвагу в звание майора (официально в 1920 году).

## Малоазийский поход

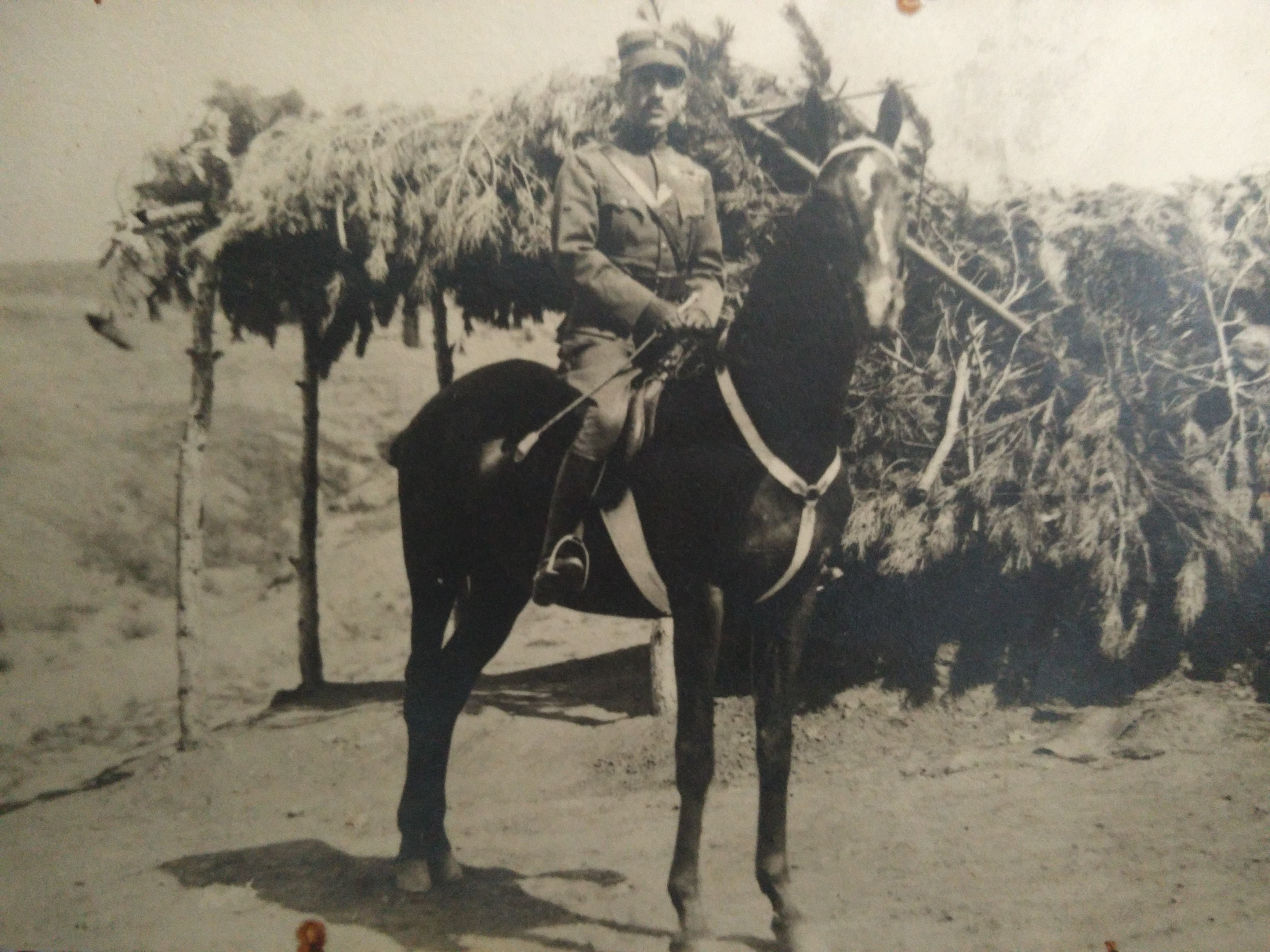
Игнатиос Каллергис в Смирне

В 1919 году, по мандату Антанты греческая армия заняла западное побережье Малой Азии. В дальнейшем Севрский мирный договор 1920 года закрепил контроль региона за Грецией с перспективой решения его судьбы через 5 лет на референдуме населения:16. Начавшиеся здесь бои с кемалистами приобрели характер войны, которую греческая армия была вынуждена вести уже в одиночку.

### Бой за Чауш Чифлик
29 июня/12 июля 1921 года греческая армия начала «Большое летнее наступление». 
3/16 июля III корпус соединился с I и II корпусами и двинулись к Кютахье. Турецкий командующий М. Исмет осознал опасность и дал приказ немедленного отступления. 

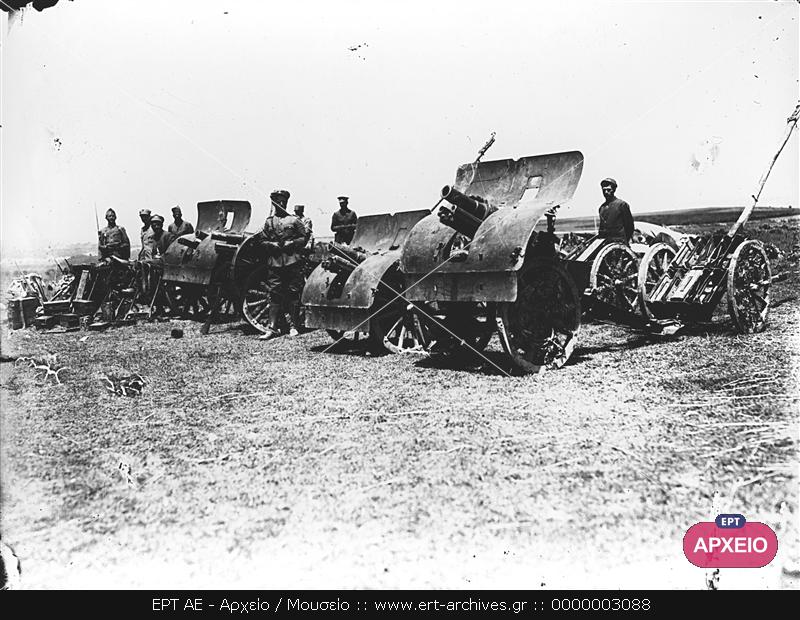
Трофейные турецкие орудия захваченные греческой армией в сражении за город Кютахья, лето 1921 года

Когда клещи греческих дивизий сомкнулись, турецкая армия успела выскользнуть из котла, оставив на поле боя лишь 12 орудий :57. 
4 июля греческие части вступили в Кютахью.
В южном секторе греческие части заняли 29 июня Афьонкарахисар, отбили наступление турецких колонн вышедших из Салакёя и 3 июля изгнали турок с позиций Чауш Чифлик, вынудив их отступить к Эскишехиру
В трёхдневном бою за Чауш Чифлик отличилась V греческая дивизия, и в особенности её 33-й полк, который покрыл себя неувядающей славой, противостоя пятикратным силам турок. 33й полк, в составе которого Каллергис командовал 1м батальоном, отбил, в основном «штыками и гранатами», атаки 7 батальонов турецкой IV дивизии, 5 батальонов турецкой V дивизии Кавказа, и части VII и XXIII турецких дивизий, после чего обратил турок к бегству. 
Развивая наступление на всех участках фронта, греческая армия нанесла туркам поражение в самом большом сражении войны при Афьонкарахисаре-Эскишехире, но армия кемалистов избежала разгрома. Турки отошли на 300 км на восток, к Анкаре, и греческое правительство вновь встало перед дилеммой: что делать дальше:55. 
Поставив себе целью положить конец войне принуждением к миру, правительство монархистов приняло решение продолжить наступление и совершить рейд на Анкару.

### Кале Грото

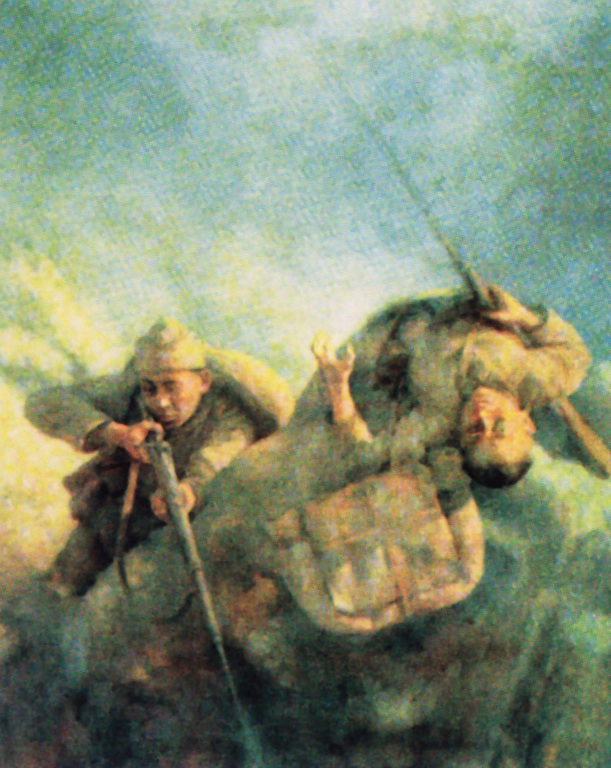
Художник Прокопиу, Георгиос: «Греческая пехота берёт высоту Кале грото на подступах к Анкаре».

1/14 августа 9 греческих пехотных дивизий и 1 кавалерийская бригада начали рейд на Анкару. 
Пройдя через Солёную пустыню, и после тяжёлых боёв за высоты Тамбур Оглу и Сапанджа, I и III греческие корпуса заняли не только первую линию обороны турок, но и промежуточные укреплённые линии, откуда готовились прорвать вторую линию обороны. 
На севере VII дивизия с боем форсировала Сакарью в ночь с 10 на 11 августа и создала плацдарм на восточном берегу реки. 
Обход турецкого левого фланга был поручен II Корпусу принца Андрея (V, IX и XIII дивизии). Перед корпусом «возвышались неприступные скалы» Кале Грото. 
13/26 августа V дивизия атаковала «неприступные скалы». Турки не ожидали этой атаки и всего через час оставили свои позиции. 
Греческая пехота без остановки продолжила наступление и к 9 вечера заняла самую высокую вершину Кале Грото и штыками выбивала турок XXIV дивизии из окопов, чьё отступление переросло в паническое бегство. 
В бою за Кале Грото, И. Каллергис получил тяжёлое ранение (16-8-1921) но продолжал сражаться до занятия высот. Лишь после победного исхода боя, Каллергис был отправлен в полевой медпункт, после чего был отправлен в госпиталь, в Смирну.

### Накануне резни в Смирне – после восстания 1922 года
После пребывания в госпитале майор Каллергис был оставлен при гарнизоне Смирны. 
Летом 1922 года в городе распространились слухи, что правительство монархистов тайно готовилось эвакуировать экспедиционную армию из Смирны. 
В августе 1922 года в город прибыл военный министр Н. Теотокис. Воспользовавшись случаем, делегация офицеров, в составе двух майоров (одним из них был И.Каллергис) и трёх капитанов:99, представлявших 300 офицеров находившихся в госпиталях и в тыловых ведомствах, предстала перед министром. Делегация потребовала гарантий, что правительство не планирует эвакуировать армию из Смирны и потребовала создание линии обороны перед городом. Офицеры заявили, что готовы положить головы за Смирну. 
Министр заверил делегацию что правительство не планирует эвакуацию и обещал организовать линию обороны. Однако заверение министра было нарушено и его обещания не были выполнены. К работам по созданию линии обороны правительство и командование не приступали. 
Через месяц турки прорвали фронт и вступив в оставленный без прикрытия город учинили там резню населения.
Малоазийская катастрофа вызвала антимонархистское восстание армии сентября 1922 года. В октябре чрезвычайный трибунал приговорил к смерти Димитриоса Гунариса, четверых его министров и командующего Хадзианестиса :359.
Каллергис и четверо других офицеров представших перед военным министром в августе свидетельствовали на трибунале 12 ноября 1922 года о своей встрече с Теотокисом. 
Трибунал пришёл к заключению, что министр солгал офицерам, заверяя их 24 августа, что правительство не намерено эвакуировать армию: 21 августа он подписал приказ о демобилизации:101.

## Межвоенный период

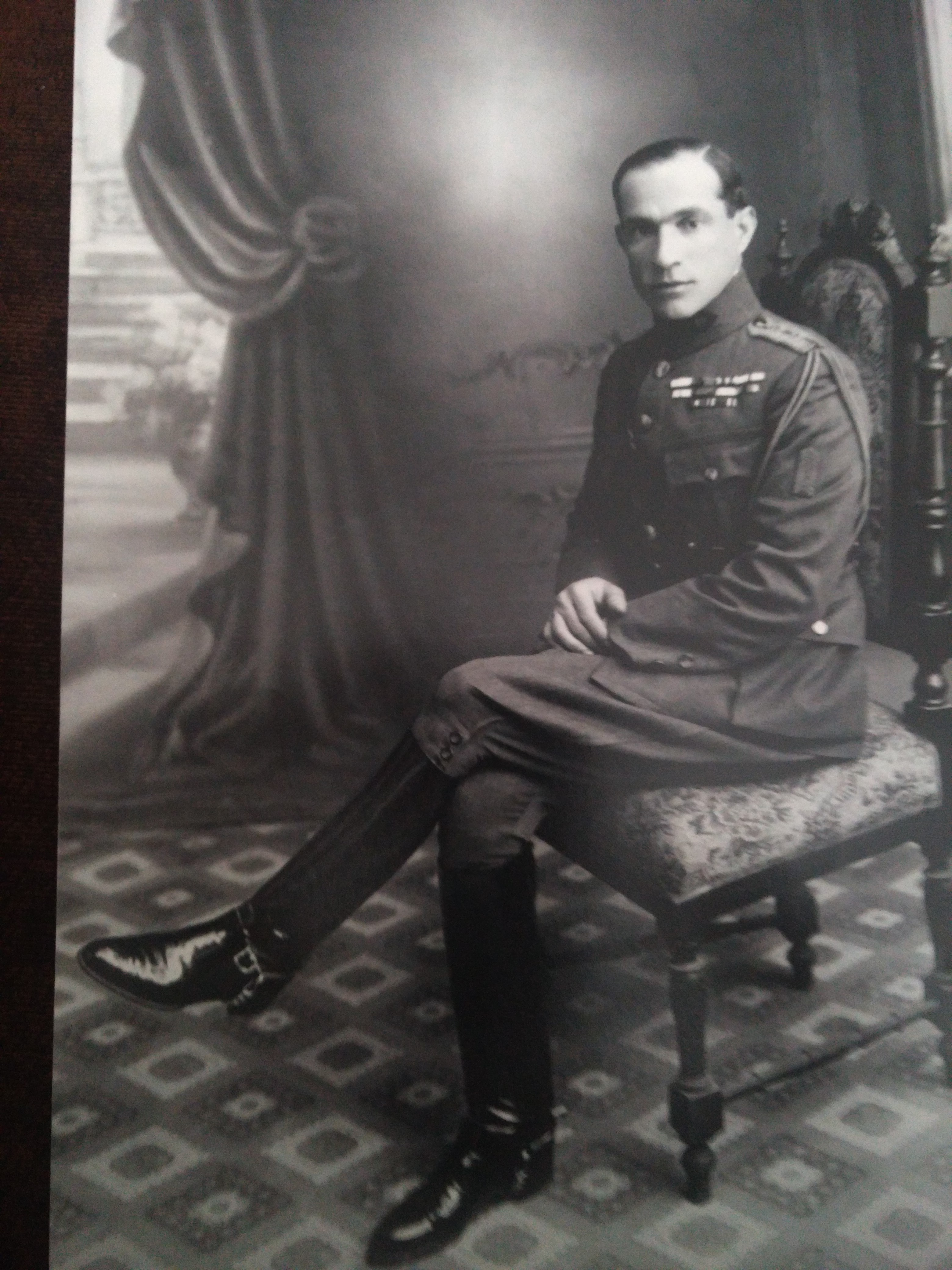
Игнатиос Каллергис (предположительно) после Малоазийского похода

После участия в сентябрьском восстании армии, Каллергис, не имевший военного образования, был отправлен на учёбу в Высшее военное училище Франции (1923-1924). После чего окончил созданную при участии французской военной миссии “Школу Войны”. Одновременно Каллергис посещал уроки в Артиллерийском училище и в Академии штабистов ВМФ. 
В 1931 году он был повышен в звание полковника и был назначен начальником штаба IV Корпуса армии. 
В попытке переворота в 28 февраля – 1 марта 1935 года, Каллергис непосредственным образом не был замешан, но будучи известным сторонником Э. Венизелоса он был изгнан из армии и отправлен в ссылку. Пробыл в ссылке на островах Тира, Сифнос и Икария в общей сложности 18 месяцев.

## Вторая мировая война
28 октября 1940 года, Греция отклонила ультиматум Италии и подверглась нападению её армии из Албании. 
И. Каллергис потребовал своего отзыва в действующую армию, но ему, как и многим другим участникам попытки переворота 1935 года, также как и заключённым коммунистам, было отказано в чести защищать Отечество. 
Между тем греческая армия отразила нападение и перенесла военные действия на территорию Албании. 
На помощь своим незадачливым союзникам пришла Гитлеровская Германия, которая с 6 февраля 1941 года начала ввод своих частей в союзную ей Болгарию и их развёртывание на греко—болгарской границе:542. 
Германская армия вторглась в Грецию 6 апреля 1941 года. 
Не располагаем данными если с началом тройной, германо-итало-болгарской, оккупации Греции, Каллергис вступил в контакт с какой либо организацией Сопротивления или партизанским отрядом. 

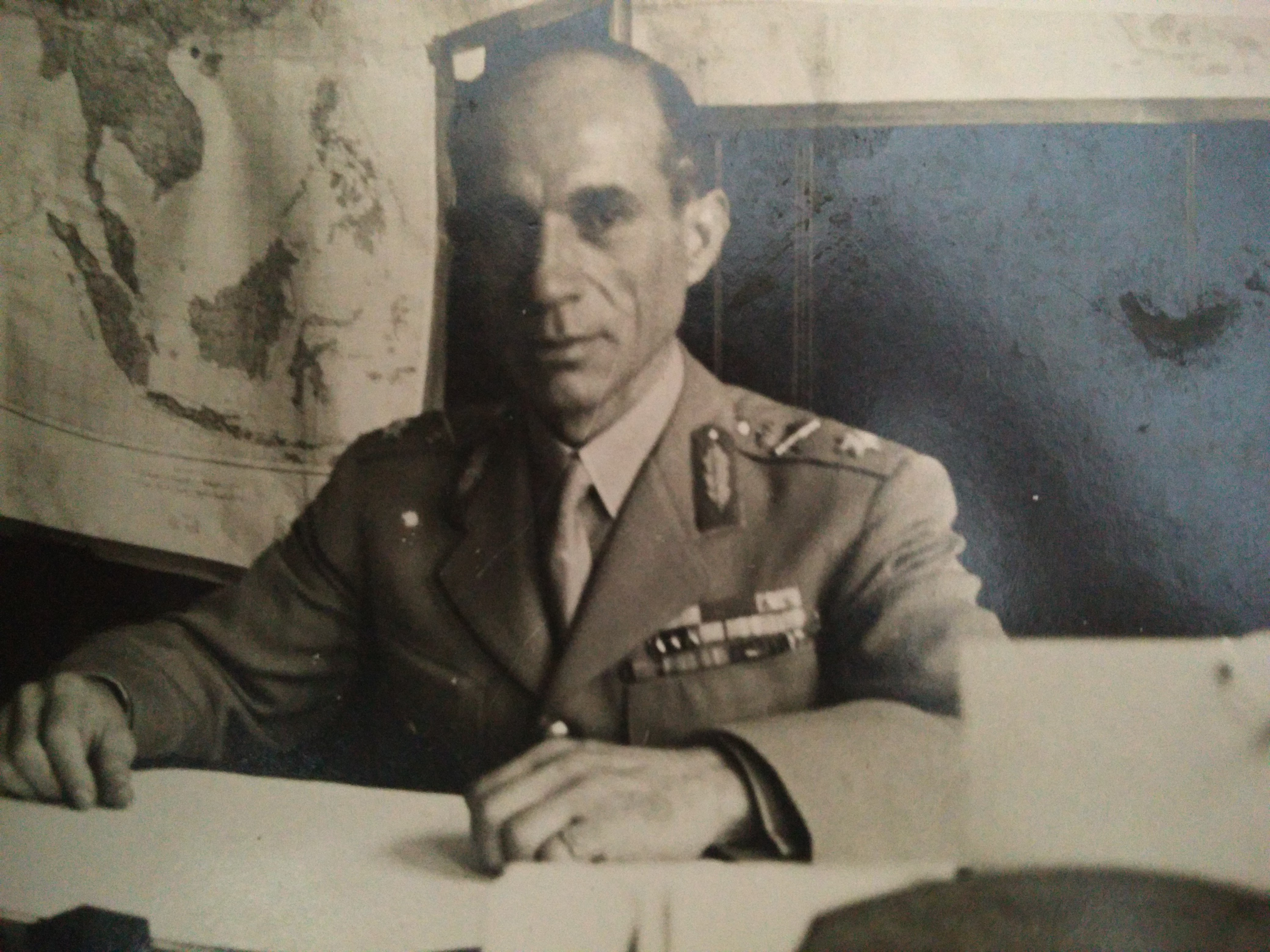
Игнатиос Каллергис в звании генерал-майора

В сентябре 1941 года Каллергис выбрался с острова Икария на территорию формально нейтральной Турции, откуда сумел добраться до Каира. 
12 декабря 1941 года эмиграционное греческое правительство отозвало Каллергиса в действующую армию, повысив его в звание генерал-майора. 
Первоначально предполагалось назначить Каллергиса командиром формирующейся II бригады, но назначение было сорвано в результате антагонизмов республиканцев и монархистов в эмиграционном правительстве и армии. 
Командиром II бригадыбыл назначен монархист полковник Антониу. Монархисты были довольны действиями правительства и короля по ограничению роли республиканцев в армии, но Каллергис был оскорблён. 
Взамен Каллергису было предложено возглавить Генеральную дирекцию при Военном министерстве. Каллергис принял назначение только после того как военный министр П. Канеллопулос обещал передать под его командование I дивизию, как только она будет сформирована. 
После отставки Каннелопулоса, новый министр оставил Каллергиса на прежней должности. 
Наряду с участием в военных действиях в Северной Африке, политическая борьба в частях армии эмиграционного правительства не прекращалась. 
Эмиграционное правительство формировало военные подразделения с привлечением большого числа офицеров довоенного диктаторского режима генерала И. Метаксаса и монархистов. Становилось очевидным, что эти подразделения формировались не столько для борьбы против армий Оси, сколько для возвращения эмиграционного правительства и обеспечивающего британские интересы королевского двора в Грецию, после её освобождения, что делало вероятным их использование против созданной по инициативе компартии Народно-освободительной армии Греции.
Антифашисты, солдаты и офицеры, стали инициаторами «Антифашистской Военной Организации» (ΑΣΟ).
Продолжающаяся конфронтация в греческих частях на Ближнем Востоке между монархистами и республиканцами, вынудили короля и премьер -министра Э. Цудероса покинуть Лондон, обосноваться в феврале 1943 года в Египте и выполнить некоторые из требований взбунтовавшихся республиканцев II греческой бригады:651.
В результате конфронтации в армии, появились сотни дезертиров. 
В период с апреля по август, с помощью греков Египта, Каллергису удалось собрать и вернуть в армию около 750 дезертиров. 
В октябре генерал Каллергис был удалён со своего поста. Он не вступил в контакт с прокоммунистической «Антифашистской Военной Организацией» (ΑΣΟ) и создал т.н Комитет полковников, поставив своей целью демократизацию армии. 

### Восстание армии и флота на Ближнем Востоке
18 марта 1944 года, было объявлено о создании на освобождённой Народно-освободительной армией Греции территории «Политического Комитета Национального Освобождения» (Πολιτική Επιτροπή Εθνικής Απελευθέρωσης — ΠΕΕΑ), известного как «Правительство гор».
Когда новость достигла Ближнего Востока, ΑΣΟ решила оказать давление на премьера, чтобы тот признал ΠΕΕΑ и вместе с «Правительством гор» сформировал правительство национального единства.
Делегация офицеров республиканцев прибыла к Цудеросу, но премьер приказал её арестовать:700. 
Последовал мятеж греческих частей и флота на Ближнем Востоке в апреле 1944 года.
Потеряв контроль над ситуацией, Цудерос подал в отставку:702.
13 апреля прибывший в Каир король Георг назначил премьер-министром Софокла Венизелоса. Тем временем, арестованные Цудеросом офицеры были освобождены восставшими. Последовало восстание на флоте, а затем в армии.
I бригада, готовая к отправке в Италию, требовала, чтобы её считали частью Народно-освободительной армии.
Венизелос использовал для подавления восстания верных королю военных, но в основном британские части. I бригада была окружена британской дивизией. В стычках имелись убитые с двух сторон. Окружённая бригада сдалась через 16 дней, 23 апреля.
Последней восставшей частью, которая была разоружена англичанами, стал танковый полк, 4 мая.
Более кровавым стало подавление восстания на флоте.
Венизелос озабоченный тем, что греческий флот может повторить судьбу французского флота в Оране в 1940 году, решил действовать. Он назначил командующим флотом адмирала П. Вулгариса, который с верными ему офицерами и моряками провёл операцию перезахвата флота в ночь с 22 на 23 апреля:704.
Из числа 30 тысяч греческих офицеров и солдат на Ближнем Востоке до 22 тысяч были заключены в британские концентрационные лагеря в Эритрее, Египте и Ливии.
Прошедшие фильтрацию укомплектовали преторианские соединения 3-я Греческая горная бригада и Священный отряд (1942), верные королю и англичанам:705.
Каллергис был противником действий ΑΣΟ и мятежа в армии, но одновременно он открыто указывал на ошибки политиков эмиграционного правительства. 
В результате, 4 апреля 1944 года он был арестован британскими военными властями и отправлен в ссылку в Эритрею, в город Асмара. 
Отбыв в ссылке 18 месяцев, генерал Каллергис вернулся в уже освобождённую Грецию, где и был демобилизован.
После своей демобилизации, Каллергис описал события на Ближнем Востоке в своей работе Горькие истины («Πικρές Αλήθειες»), но не издал её, а сдал в архив Департамента истории генштаба. 
Много позже, в 1960 году, в своём интервью газете Акрополис (21-5-1960), генерал-лейтенант Т. Цакало́тос заявил что работа И. Каллергиса является одним из самых достоверных источников о событиях на Ближнем Востоке.

## Последние годы
Генерал Каллергис не принял участия в Гражданской войне в Греции (1946-1949). 
В период 1951-1952 годов он был председателем Организации государственных поставок. 
Впоследствии стал председателем Союза отставных офицеров. 
В последующие годы был активно занят общественной деятельностью в муниципалитете Палео́ Психико́, где он проживал с семьёй.

### Семья
Генерал Каллергис был женат на Элпиде Каримали и имел с ней двух детей – дочь Елисавет и сына Константина, ставшего профессором медицинского факультета Аристотелева университета в Салониках.